# Le Trioulou
 Le Trioulou  es una población y comuna francesa, situada en la región de Auvernia, departamento de Cantal, en el distrito de Aurillac y cantón de Maurs.

## Demografía
| 205 | 191 | 165 | 138 | 127 | 99 |
| Para los censos de 1962 a 1999 la población legal corresponde a la población sin duplicidades (Fuente: INSEE [Consultar]) |     |     |     |     |    |